# Ko van Dijk
Pour les articles homonymes, voir Van Dijk.

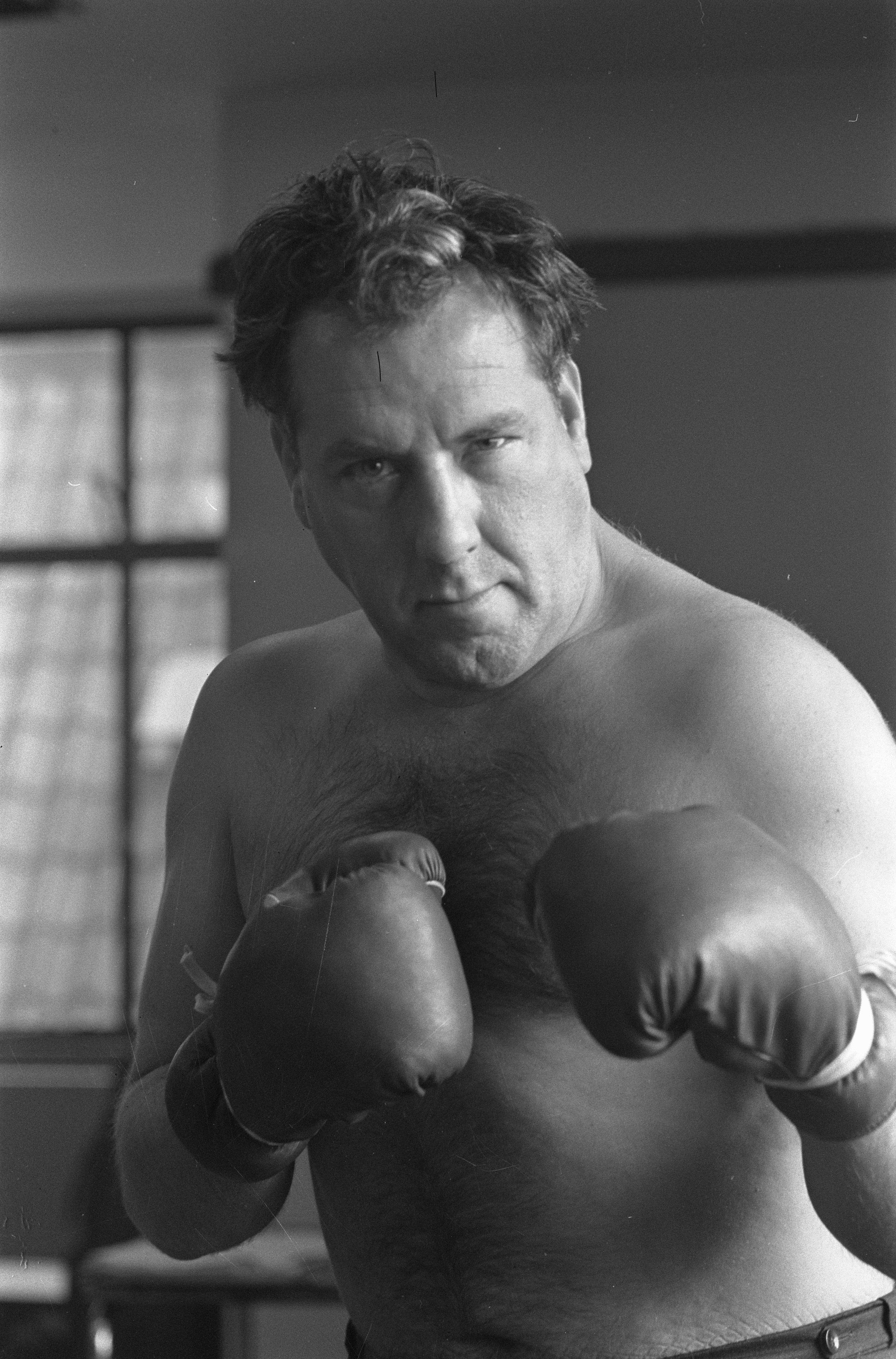
Ko van Dijk s'entraînant pour son rôle dans Requiem van een zwaargewicht.

Ko van Dijk (Amsterdam, 25 juillet 1916 - La Haye, 6 mai 1978) est un acteur de théâtre et de télévision néerlandais.